# Llei de Normalització Lingüística de les Illes Balears
La Llei de Normalització Lingüística de les Illes Balears fou una llei aprovada pel Parlament de les Illes Balears el 29 d'abril de 1986. Fou publicada al Butlletí Oficial de les Illes Balears (BOIB) el 20 de maig del 1986. En general, el seu abast és similar a la Llei de Normalització lingüística a Catalunya. El Tribunal Constitucional d'Espanya n'anul·là quatre articles el 1988.